# Parcul dendrologic Dofteana
Parcul Dendrologic din Dofteana este o colecție științifică dendrologico-silviculturală formată din peste 660 de specii și varietăți de arbori, înființată în anul 1908 și ce se întinde pe o suprafață de 24 ha. În prezent a ajuns a doua colecție silviculturală din România, după Arboretumul Simeria. Parcul, aflat în proprietatea Inspectoratului Silvic Județean Bacău, este inclus în arealul Nemirei, rezervație naturală declarată arie protejată în anul 2000 de către Academia Română.

## Istoric
Parcul a fost înființat în anul 1908 de silvicutorul Iuliu Moldovan, originar din Arad, ce lucrase înainte ca șef de ocol silvic în Slovacia si apoi ca inspector în inspecția de stat a Imperiului Austro-Ungar din Viena. Pentru că era un prieten al familiei Brătianu, Moldovan a venit împreună cu ei la Dofteana, unde brătienii au cumpărat teren, un fost izlaz ce aparținea domeniului Creditului Funciar Rural Dofteana și pădure și i-au asigurat silvicultorului fondurile necesare pentru constituirea unui parc dendrologic.
Iuliu Moldovan a adus semințe forestiere din America, Asia și Europa și a făcut ani de zile cercetări pe circa 3.000 de specii de arbori și arbuști. Multe dintre specii s-au aclimatizat foarte bine și constituie baza multor păduri din zonă. Silvicultorul a lucrat în parc până în 1936, anul în care s-a stins din viață.
Imediat după 23 august 1944 a avut loc prima mare distrugere a parcului, când sătenii, instigați de ruși, au distrus o bună parte din parc, clădirile existente și arhiva. În 1947 începe refacerea parcului și au continuat cercetarea speciilor forestiere.

## Descriere
Rezervația cu o suprafață totală de 36 ha, din care suprafața efectivă ocupată de colecție este de 24 ha, este deosebită prin arboretumul de rășinoase exotice ca: Pinus strobus; Pinus Jeffreyi Get B; Pinus ponderosa Lows; Pinus wollichiana A. B. Joks; Pinus banksiana; Pinus contorta; Larix decidua var. polonica; Larix koenupferi; Picea orientalis; Picea obovata; Thuja plicata; Pseudotsuga menziesii. În anii următori s-au plantat noi biogrupe de puieți: Cryptomeria Japonica, Juniperus virginiana, Thuja occidentalis, Carya Globra, Diospyros virginiana. Dintre acestea, sunt încă specii unice în țară și Europa.
În parc există în prezent solarii și pepiniere ce produc anual 300.000 de puieți pentru plantat în mai multe județe ale țării. De asemenea aici fac practică multe cadre de specialitate și elevi.

## Căi de acces
Rezervația se află în satul Hăghiac, Comuna Dofteana, Bacău, cu acces de pe drumul județean 116D ce se desprinde din drumul național DN12A, la circa 4 km de centrul comunei, spre Rezervația naturală Nemira.